# Regionaal park El Valle y Carrascoy

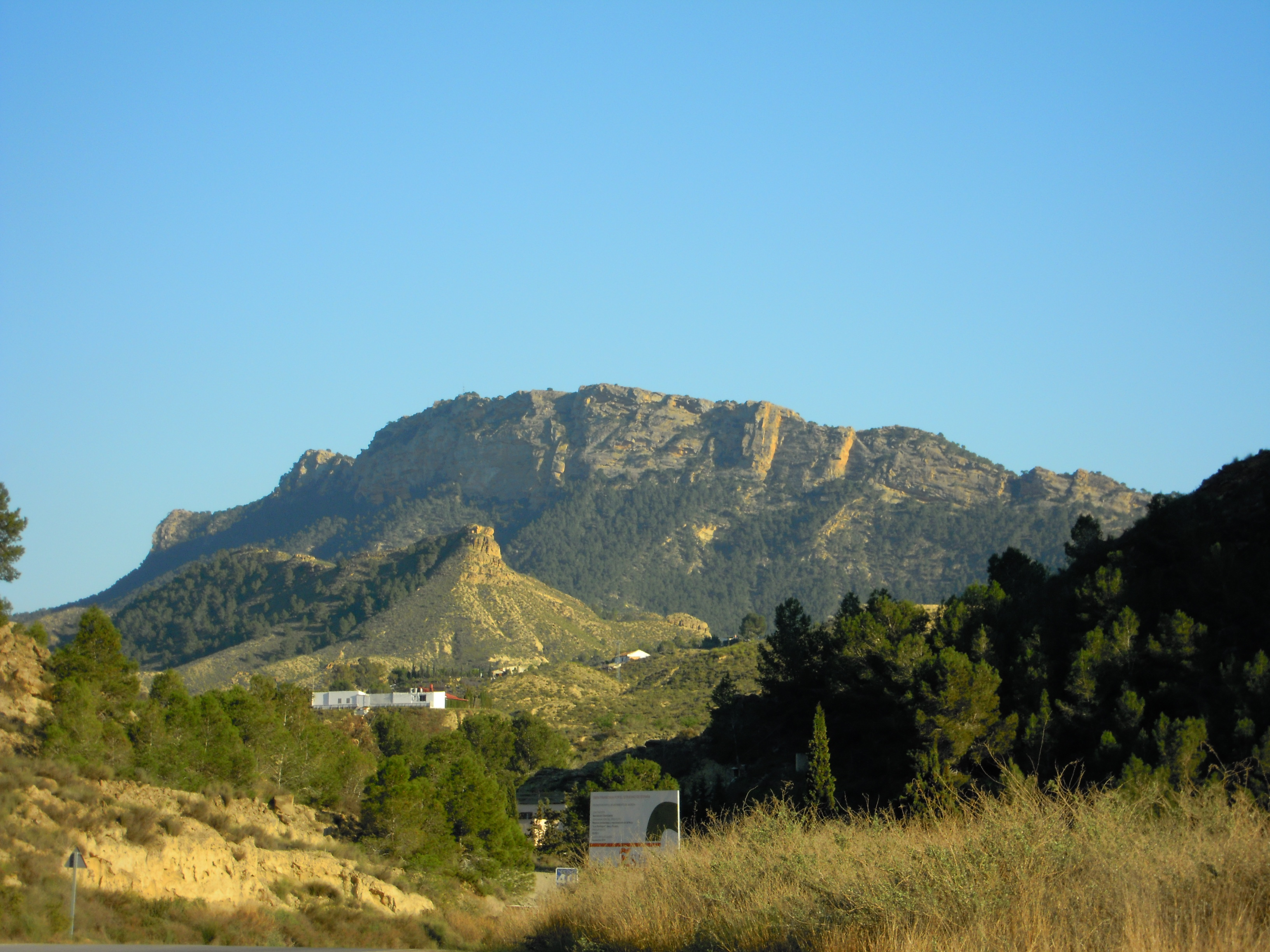

Het Regionaal Park El Valle y Carrascoy  (Spaans: Parque regional de El Valle y Carrascoy) is een natuurpark in Murcia in Spanje. Het natuurpark werd opgericht in 1992 en is 16685 hectare groot. Het natuurpark omvat beboste bergen.